# Бернацкая, Марианна
Мариа́нна Па́вловна Берна́цкая (девичья фамилия — Чокало; пол. Marianna Biernacka z domu Czokało, 1888, Липск, Липск — 13 июля 1943, Наумовичи, Подлабенский сельсовет) — блаженная Римско-Католической Церкви, мученица. Входит в число 108 блаженных польских мучеников, беатифицированных римским папой Иоанном Павлом II во время его посещения Варшавы 13.06.1999 года.

## Биография
Марианна Бернацкая и её муж Людвик занимались сельским хозяйством. У них родилось шестеро детей. После смерти мужа Марианна Бернацкая жила у своего сына Станислава и его жены Анны. В начале июля 1943 года её сын и беременная невестка были арестованы Гестапо и приговорёны к расстрелу. Марианна Бернацкая упросила немецкие оккупационные власти заменить невестку собой и была расстреляна 13 июля 1943 года возле Гродно вместе с сыном и другими сорока девятью жителями города Липска.

## Прославление
13 июня 1999 года Марианна Бернацкая была беатифицирована римским папой Иоанном Павлом II вместе с другими польскими мучениками Второй мировой войны.
День памяти — 12 июня.

## Источник
- Roberto Olivato, Sacrari, santi patroni e preghiere militari, Edizioni Messaggero, 2009.
- Benedetto XVI, I santi di Benedetto XVI. Selezione di testi di Papa Benedetto XVI, Libreria Editrice Vaticana, 2008.
- Ratzinger J., Santi. Gli autentici apologeti della Chiesa, Lindau Edizioni, 2007, ISBN 978-88-7180-706-5